# Aminet
Aminet ist ein umfangreiches, freies Software-Archiv für das Amiga-Computer-Betriebssystem.

## Geschichte
In der Hauptverbreitungszeit des Amiga-Computers war das Internet weder bekannt noch für eine größere Öffentlichkeit zugänglich. Mailboxen waren langsam (Modemgeschwindigkeiten bis 2400 bit/s) und in Deutschland wegen des Telefonmonopols teuer. Die legale Beschaffung von kostenloser Software war daher schwierig. Es bildeten sich zahlreiche Anbieter von Softwaresammlungen, die als Disketten per Post versendet wurden. Die bekannteste und verbreitetste waren die Fish-Disks des Amerikaners Fred Fish, der Software guter Qualität weltweit verschickte. Im Laufe der Zeit wurden die Softwarepakete jedoch größer, Telekommunikation billiger und das Internet kam stärker in das Blickfeld der Nutzer. So entstanden freie FTP-Server als Spiegel oder in Konkurrenz zu den bisherigen Sammlungen. Die Amiga-Gemeinde baute dabei für einige Zeit auf einen Server der NASA. Als dieser jedoch nicht mehr verfügbar war, wurden Alternativen nötig. Durchgesetzt hat sich am Ende das Aminet, ein generischer Name für eine umfassende Sammlung freier Amiga-Software, die auf verteilten Servern und in Form von CDs verfügbar ist.
Heute ist Aminet ein Synonym für freie Software auf dem Amiga. Autoren laden ihre Software üblicherweise in das Aminet. Amiga-Nutzer suchen Software üblicherweise zuerst im Aminet.
1992 begann auf Initiative von Urban Dominik Müller (der auch Brainfuck entwarf) in der Schweiz das Aminet auf einem ausgeborgten Motorola 68030 25 MHz mit 50 MB freiem Platz für Uploads. 1992 wurde gerade ab20.larc.nasa.gov, ein anderer populärer Amiga-FTP-Server bei der NASA, geschlossen. Als Leute aus der Amiga-Community (und „Walnut Creek“) eine 1,5 GB große Festplatte spendeten, begann langsam eine Mirror-Site nach der anderen aus dem Boden zu wachsen. Müller blieb über die Jahre federführend bei der weltweiten Organisation und Koordination des Aminets.
Schließlich entwickelte sich das Aminet zu dem, was es heute ist: Zwei Dutzend Mirror Sites, Erreichbarkeit von diversen Mailboxen aus, und bis zur Einstellung des CD-Vertriebs 52 einzelne CD-ROMs und 12 Sammlungen zu je vier CDs, welche in regelmäßigen zeitlichen Abständen "Schnappschüsse" des Aminets für Amiga-Nutzer ohne Internetzugang bereitstellten.
Um den unterschiedlichen (mehr oder weniger) kompatiblen Amiga-Systemen (AROS, MorphOS, 68k-AmigaOS, ppc-AmigaOS, PowerUP, WarpOS, AmigaDE, Amithlon) gerecht zu werden, wird neue Software mittlerweile entsprechend gekennzeichnet.